# 立ち上がリーヨ
「立ち上がリーヨ」（たちあがリーヨ）は、 2008年11月26日にFRAMEからリリースされた日本の歌手グループT-Pistonzの2枚目のシングル。販売元はキングレコード（PKCF-1001）。

## 収録曲
全曲ブラスアレンジ：竹上良成
1. 立ち上がリーヨ
  - 作詞・作曲：山崎徹、編曲：T-Pistonz&高橋諭一
  - テレビ東京系列アニメ『イナズマイレブン』オープニングテーマ（第1話 - 第26話）
2. そばにおリーヨ
  - 作詞・作曲：山崎弘、編曲：菊谷知樹
3. 立ち上がリーヨ (Instrumental)
4. そばにおリーヨ (Instrumental)